# 노보드빈스크

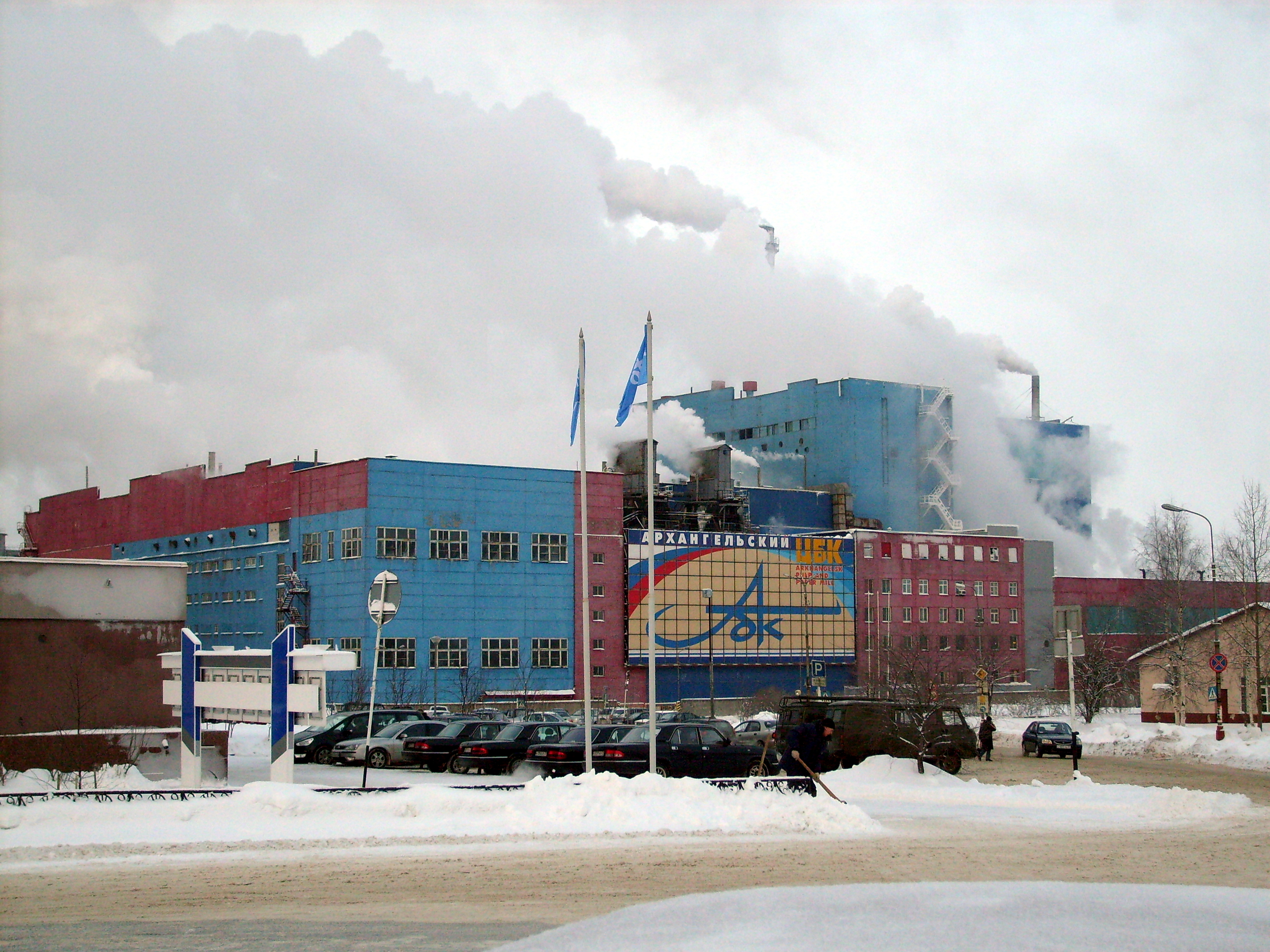

노보드빈스크(러시아어: Новодвинск)는 아르한겔스크 주에 위치한 도시로, 인구는 4만2,900명(2005년)이다.
북드비나강의 좌안에 위치해 있고 아르한겔스크에서 남쪽으로 20km 떨어져 있다.
1936년에 이곳에서 목재가공 콤비나트가 건설되었다. 원래는 페르보마이스키(Первомайский)라고 불렸다. 1977년에 노보드빈스크로 개칭되었다.